# 黑口深海糯鳗
黑口深海糯鳗（学名：Bathycongrus melanostomus），是康吉鳗科（糯鳗科）深海康吉鳗属（深海糯鳗属）的一种，发现于台湾东部海域。

## 特征
模式标本体长（TL）439毫米。犁骨上有均匀的小齿，形成椭圆形齿块；尾鳍明显萎缩；腹部、口腔和鳃腔为黑色。背鳍和臀鳍为灰色具黑色边缘；吻短而宽钝，闭口时颌间齿几乎不显露；肛门前脊椎31个，尾前脊椎41个；脊椎骨总数133—135个；肛门前侧线孔31个。